# أيفي لينغ بو
أيفي لينغ بو هي مغنية وممثلة هونغ كونغية، ولدت في 16 نوفمبر 1939 في الصين. من الجوائز التي نالتها جائزة الحصان الذهبي لأفضل ممثلة رائدة ‏ سنة 1968.

## جوائز
- جائزة الحصان الذهبي لأفضل ممثلة رائدة [الإنجليزية]‏ (1968)

## وصلات خارجية
- أيفي لينغ بو على موقع IMDb (الإنجليزية)
- أيفي لينغ بو على موقع ميوزك برينز (الإنجليزية)
- أيفي لينغ بو على موقع ديسكوغز (الإنجليزية)
- أيفي لينغ بو على موقع قاعدة بيانات الفيلم (الإنجليزية)